# Eissportzentrum Erfurt

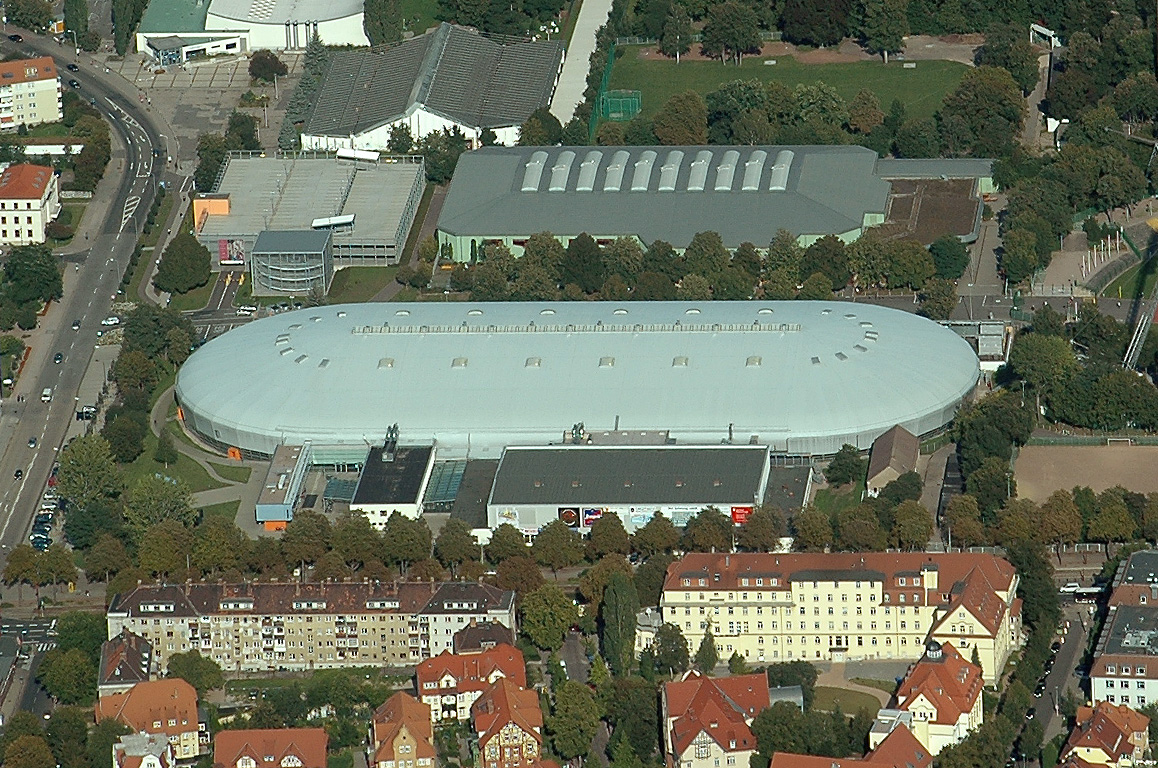
Das Eissportzentrum mit Eishalle im Vordergrund, der großen Eisschnelllaufbahn dahinter und der Leichtathletikhalle im Hintergrund

Das Eissportzentrum Erfurt ist ein Eissportkomplex in der thüringischen Landeshauptstadt Erfurt und besteht aus einer Eisschnelllaufbahn, der Gunda-Niemann-Stirnemann-Halle, sowie einer Eishalle, der sogenannten Kartoffelhalle. Die Eisschnelllaufbahn wurde nach der erfolgreichen Erfurter Eisschnellläuferin Gunda Niemann-Stirnemann benannt. In dieser 2001 eröffneten Halle haben 4000 Zuschauer Platz. In direkter Nachbarschaft befindet sich das Steigerwaldstadion, die Leichtathletikhalle Erfurt und die Roland-Mattes-Schwimmhalle.

## Geschichte

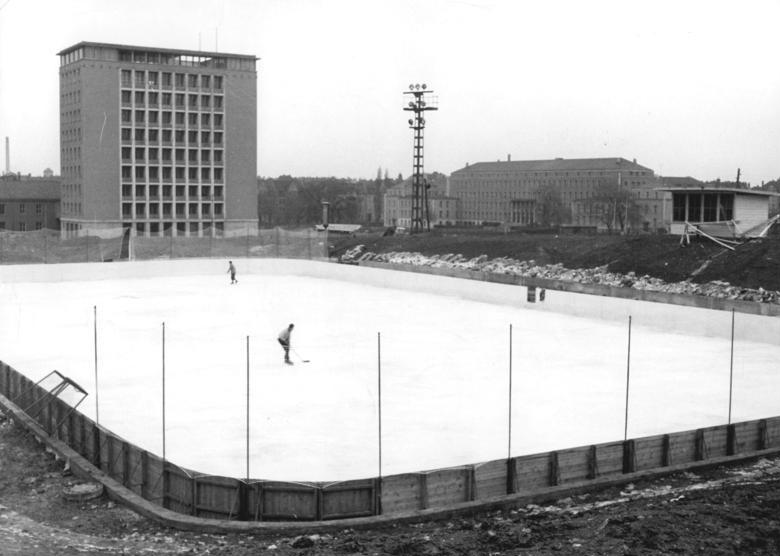
Kunsteisbahn Erfurt während des Baus, 1957

Am 29. Dezember 1957 wurde die Kunsteisbahn an der Arnstädter Straße in Erfurt eröffnet, die sowohl für Eisschnelllauf, als auch für Eishockey genutzt wurde. 1982 wurden die Bauarbeiten für eine 333-m-Eisbahn neben der bestehenden Kunsteisbahn abgeschlossen. Anschließend wurde die offene Kunsteisbahn überdacht.
Aufgrund der großen Erfolge der Erfurter Eisschnellläuferinnen wie Gunda Niemann-Stirnemann, Franziska Schenk, Sabine Völker und Daniela Anschütz-Thoms musste die Eisbahn vergrößert werden. Die 333-m-Bahn konnte internationalen Standards nicht mehr genügen und wurde durch eine 400 m lange Eisbahn ersetzt, die nach einjähriger Bauzeit im Jahr 1997 eröffnet wurde. Im Mai 2000 begann die komplette Überdachung der Eissportanlagen. Am 21. Dezember 2001 wurde die nach der erfolgreichsten Erfurter Eisschnellläuferin benannte Gunda-Niemann-Stirnemann-Halle feierlich eröffnet.

## Gunda-Niemann-Stirnemann-Halle

### Veranstaltungen

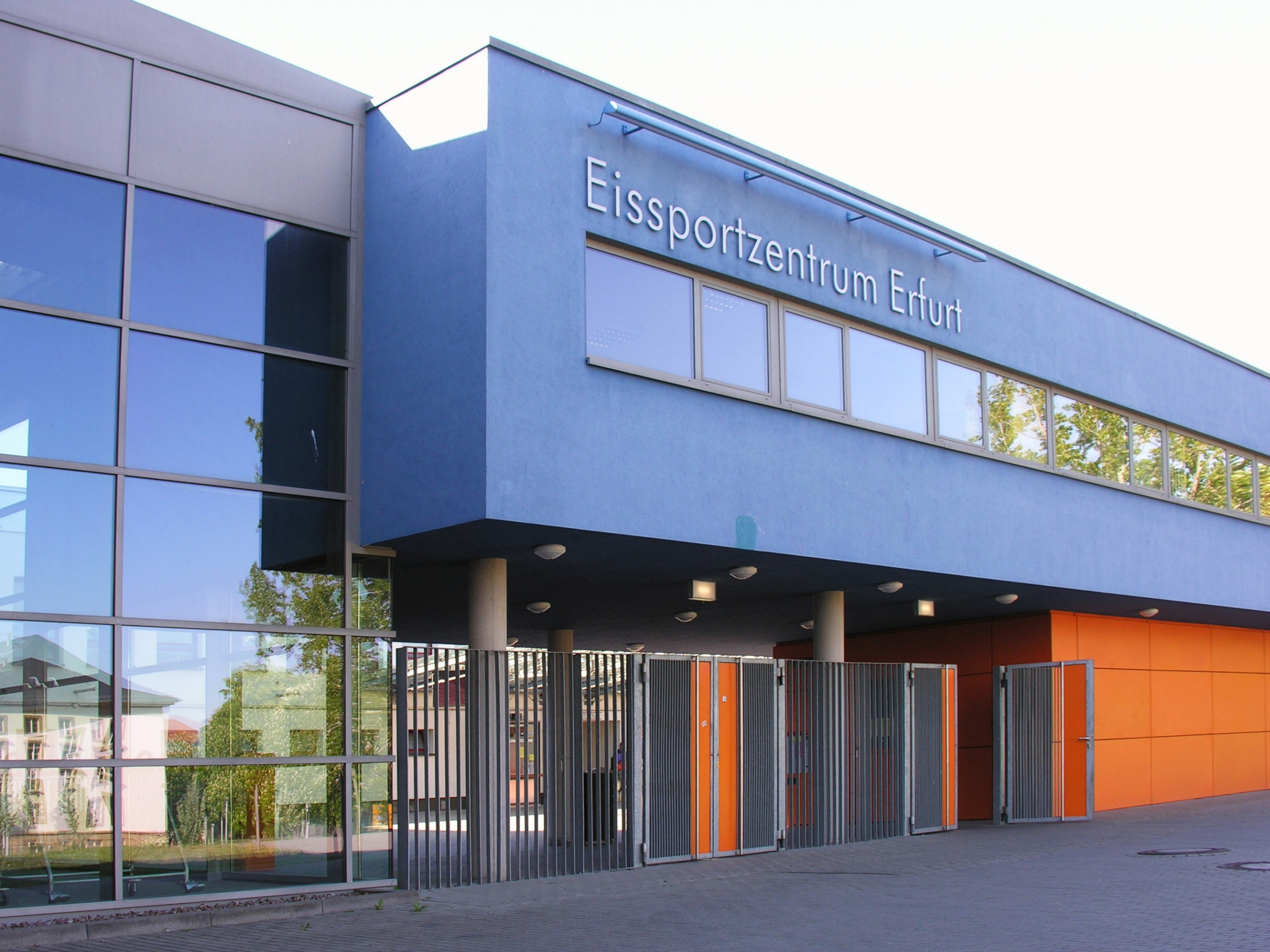
Eissportzentrum Erfurt

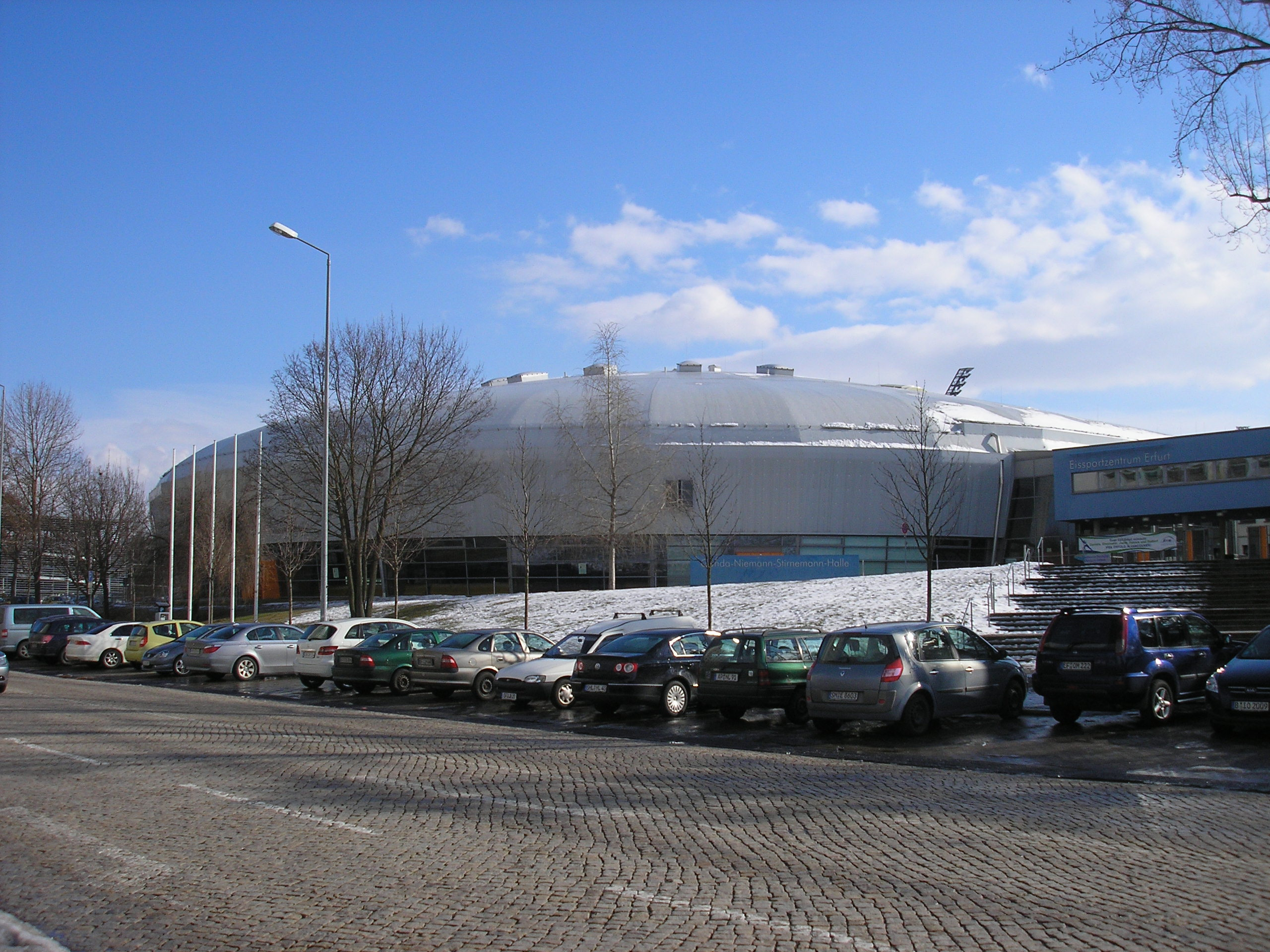
Nordwestansicht

2001, 2003 und 2006 fanden die Deutschen Meisterschaften im Eisschnelllauf in der Gunda-Niemann-Stirnemann-Halle statt. Außerdem war die Halle 2002 Austragungsort für die Europameisterschaft sowie regelmäßig für Austragungen des Eisschnelllauf-Weltcups. Im März 2018 wurden die deutschen Meisterschaften im Mehrkampf und im Sprintvierkampf in der Halle ausgetragen.
Neben der Nutzung für den Spitzensport ist die Halle zum öffentlichen Eislauf geöffnet. Neben den klassischen Eissportarten war die Halle auch schon mehrmals Schauplatz für Eisspeedway-Veranstaltungen.
| Internationale Wettkämpfe    | Internationale Wettkämpfe                                                                                               |
| ---------------------------- | --- |
| Mehrkampfweltmeisterschaft   | Junioren-WM 2006 |
| Mehrkampfeuropameisterschaft | 2002 |
| Weltcup                      | 2002/03, 2003/04, 2004/05, 2006/07, 2007/08, 2008/09, 2009/10, 2012/13 2014/15, Junioren-World-Cup-Finale 2017, 2017/18 |

### Bahnrekorde
Die Gunda-Niemann-Stirnemann-Halle zählt zu den schnellsten Eisschnelllaufbahnen der Welt.

#### Frauen
| Strecke                 | Athlet                                                 | Zeit    | Datum                 | Wettkampf               |
| ----------------------- | ------------------------------------------------------ | ------- | --------------------- | ----------------------- |
| 0100 m                  | Jenny Wolf                                             | 0 10,22 | 15. Dezember 2007     | Weltcup 2007/08         |
| 0500 m                  | Jenny Wolf                                             | 0 37,58 | 30. Januar 2009       | Weltcup 2008/09         |
| 1000 m                  | Brittany Bowe                                          | 1:14,61 | 22. März 2015         | Weltcup 2014/15         |
| 1500 m                  | Ireen Wüst                                             | 1:55,61 | 2. März 2013          | Weltcup 2012/13         |
| 3000 m                  | Daniela Anschütz                                       | 4:02,88 | 30. Januar 2010       | International Race 2010 |
| 5000 m                  | Martina Sáblíková                                      | 6:50,39 | 18. Februar 2007      | Weltcup 2006/07         |
| Team Pursuit (6 Runden) | NiederlandeDiane Valkenburg Ireen Wüst Marrit Leenstra | 3:02,83 | 3. März 2013          | Weltcup 2012/13         |
| Mehrkampf               | Athlet                                                 | Punkte  | Datum                 | Wettkampf               |
| 2 × 500 m               | Jenny Wolf                                             | 075,880 | 15.–16. Dezember 2007 | Weltcup 2007/08         |
| Sprint-MK               | Anni Friesinger                                        | 153,165 | 15.–16. Dezember 2007 | Weltcup 2007/08         |
| Mini-MK                 | Cindy Klassen                                          | 157,950 | 15.–17. November 2002 | Weltcup 2002/03         |
| Kleiner MK              | Anni Friesinger                                        | 164,220 | 4.–6. Januar 2002     | Mehrkampf-EM 2002       |

Nicht oder nicht mehr im internationalen Wettkampf ausgetragen.
- Stand: 22. März 2015[3]
- Summe der auf 500 m heruntergebrochenen Einzelstrecken (500, 1000, 1500, 3000, 5000 Meter): 194,941 Pkt.

#### Männer
| Strecke                 | Athlet                                             | Zeit     | Datum                 | Wettkampf                     |
| ----------------------- | -------------------------------------------------- | -------- | --------------------- | ----------------------------- |
| 0100 m                  | Fengtong Yu                                        | 0 9,56   | 12. Februar 2005      |                               |
| 0500 m                  | Pawel Kulischnikow                                 | 0 34,71  | 21. März 2015         | Weltcup 2014/15               |
| 01000 m                 | Shani Davis                                        | 01:08,40 | 1. Februar 2009       | Weltcup 2008/09               |
| 01500 m                 | Denny Morrison                                     | 01:45,32 | 31. Januar 2009       | Weltcup 2008/09               |
| 03000 m                 | Sven Kramer                                        | 03:42,62 | 23. Oktober 2009      | Überprüfungswettkampf NL 2010 |
| 05000 m                 | Sven Kramer                                        | 06:16,02 | 30. Januar 2009       | Weltcup 2008/09               |
| 10.000 m                | Sven Kramer                                        | 12:53,17 | 17. Februar 2007      | Weltcup 2006/07               |
| Team Pursuit (8 Runden) | NiederlandeJorrit Bergsma Koen Verweij Sven Kramer | 3:45,21  | 2. März 2013          | Weltcup 2012/13               |
| Mehrkampf               | Athlet                                             | Punkte   | Datum                 | Wettkampf                     |
| Sprint-MK               | Joon Moon                                          | 140,515  | 15.–16. Dezember 2007 | Weltcup 2007/08               |
| Mini-MK                 | Thomas Krol                                        | 151,700  | 5.–6. Dezember 2009   | Junioren Länderkampf 2010     |
| Kleiner MK              | Håvard Bøkko                                       | 150,041  | 10.–12. März 2006     | Junioren-WM 2006              |
| Großer MK               | Jochem Uytdehaage                                  | 155,466  | 4.–6. Januar 2002     | Mehrkampf-EM 2002             |

Nicht oder nicht mehr im internationalen Wettkampf ausgetragen.
- Stand: 22. März 2015[3]
- Summe der auf 500 m heruntergebrochenen Einzelstrecken (500, 1000, 1500, 5000, 10.000 Meter): 180,276 Pkt.

### Aufgestellte Weltrekorde
- Liste der in der Gunda-Niemann-Stirnemann-Halle aufgestellten Weltrekorde im Eisschnelllauf.

| Nr. | Disziplin | Zeit / Punkte | Athlet     | Datum             |
| --- | --------- | ------------- | ---------- | ----------------- |
| 1   | 100 Meter | 10,22         | Jenny Wolf | 16. Dezember 2007 |

## Kartoffelhalle

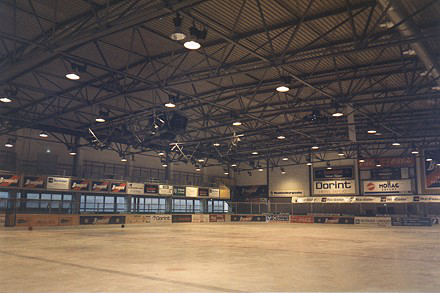
Die „Kartoffelhalle“ in Erfurt

Neben der Eisschnelllaufbahn befindet sich eine überdachte Eishalle mit 60 m × 30 m Eisfläche, die für Eishockey, Eiskunstlaufen, Eisstockschießen und öffentlichen Eislauf genutzt wird. Die Black Dragons Erfurt und deren Nachwuchsmannschaften des EHC Erfurt sowie die Eishockeymannschaften des ESC Erfurt tragen ihre Heimspiele in der Eishalle aus. Die Eishalle hat ein Fassungsvermögen von 1200 bis 1500 Zuschauern.